# FC Zwolle in het seizoen 1991/92
Het seizoen 1991/1992 was het 81e jaar in het bestaan van de Zwolse voetbalclub FC Zwolle. De club kwam uit in de Eerste divisie en nam ook deel aan het toernooi om de KNVB beker.

## Wedstrijdstatistieken

### Eerste divisie
| 1e speelronde | FC Zwolle                                                                                                | 2 – 0 (1 – 0) | Go Ahead Eagles                                                                     | Opstelling FC Zwolle: |
| 17 augustus 1991 Aanvangstijd: --:-- uur Plaats: Zwolle Oosterenkstadion Toeschouwers: 5.200 Scheidsrechter: Hans Blom                  | Martin Reijnders 44' Edwin Timmerman 90'                                                                 | IJsselderby   |                                                                                     |                       |
| 2e speelronde | Eindhoven                                                                                                | 3 – 1 (2 – 1) | FC Zwolle                                                                           | Opstelling FC Zwolle: |
| 21 augustus 1991 Aanvangstijd: --:-- uur Plaats: Eindhoven Jan Louwersstadion Toeschouwers: 2.265 Scheidsrechter: Fred Sterk            | Ronald Borrenbergs 14' Ronald Borrenbergs 38' Patrick Winkelmolen 46'                                    |               | 4' Martin Reijnders                                                                 |                       |
| 3e speelronde | FC Zwolle                                                                                                | 1 – 2 (0 – 0) | TOP                                                                                 | Opstelling FC Zwolle: |
| 24 augustus 1991 Aanvangstijd: --:-- uur Plaats: Zwolle Oosterenkstadion Toeschouwers: 3.000 Scheidsrechter: Dick Jol                   | Gérard van der Nooij 51'                                                                                 |               | 54' (pen) Peter Wubben 86' Thijs Waterink                                           |                       |
| 4e speelronde | FC Zwolle                                                                                                | 3 – 1 (0 – 1) | Telstar                                                                             | Opstelling FC Zwolle: |
| 28 augustus 1991 Aanvangstijd: --:-- uur Plaats: Zwolle Oosterenkstadion Toeschouwers: 1.950 Scheidsrechter: Rob Brekelmans             | Johan Hansma 59' Martin Reijnders 61' Gérard van der Nooij 64'                                           |               | 14' Erik Regtop                                                                     |                       |
| 5e speelronde | Helmond Sport                                                                                            | 2 – 1 (2 – 1) | FC Zwolle                                                                           | Opstelling FC Zwolle: |
| 31 augustus 1991 Aanvangstijd: --:-- uur Plaats: Helmond Stadion De Braak Toeschouwers: 2.500 Scheidsrechter: Herman van Dijk           | Ger Schuman 13' Jurgen Streppel 18'                                                                      |               | 22' Martin Reijnders                                                                |                       |
| 6e speelronde | FC Zwolle                                                                                                | 2 – 2 (0 – 1) | BV Veendam                                                                          | Opstelling FC Zwolle: |
| 4 september 1991 Aanvangstijd: --:-- uur Plaats: Zwolle Oosterenkstadion Toeschouwers: 1.700 Scheidsrechter: Ben Bettinger              | Edwin Timmerman 52' Jan van Raalte 85'                                                                   |               | 32' René van der Duin 51' Henry Meijerman                                           |                       |
| 7e speelronde | sc Heerenveen                                                                                            | 1 – 2 (1 – 0) | FC Zwolle                                                                           | Opstelling FC Zwolle: |
| 7 september 1991 Aanvangstijd: --:-- uur Plaats: Heerenveen Abe Lenstra Stadion Toeschouwers: 8.200 Scheidsrechter: Cees van der Neut   | Erik ten Voorde 34'                                                                                      |               | 62' Edwin Duim 66' Edwin Duim                                                       |                       |
| 8e speelronde | FC Zwolle                                                                                                | 1 – 1 (0 – 1) | SC Heracles '74                                                                     | Opstelling FC Zwolle: |
| 13 september 1991 Aanvangstijd: --:-- uur Plaats: Zwolle Oosterenkstadion Toeschouwers: 4.250 Scheidsrechter: Henk Nienhuis             | Edwin Duim (pen) 71'                                                                                     |               | 34' Folkert Velten                                                                  |                       |
| 9e speelronde | NAC | 2 – 2 (1 – 1) | FC Zwolle                                                                           | Opstelling FC Zwolle: |
| 21 september 1991 Aanvangstijd: --:-- uur Plaats: Breda NAC-stadion Toeschouwers: 5.032 Scheidsrechter: Hans Blom                       | Pierre van Hooijdonk 23' John Lammers (pen) 87'                                                          |               | 2' Edwin Timmerman 60' Gérard van der Nooij                                         |                       |
| 10e speelronde | FC Haarlem                                                                                               | 0 – 2 (0 – 1) | FC Zwolle                                                                           | Opstelling FC Zwolle: |
| 25 september 1991 Aanvangstijd: --:-- uur Plaats: Haarlem Haarlemstadion Toeschouwers: 1.565 Scheidsrechter: Martin van den Herik       | |               | 17' Jan van Raalte 83' Jan Michels                                                  |                       |
| 11e speelronde | FC Zwolle                                                                                                | 0 – 0         | AZ                                                                                  | Opstelling FC Zwolle: |
| 27 september 1991 Aanvangstijd: --:-- uur Plaats: Zwolle Oosterenkstadion Toeschouwers: 4.200 Scheidsrechter: Dick Jol                  | |               |                                                                                     |                       |
| 12e speelronde | BVV Den Bosch                                                                                            | 4 – 2 (2 – 1) | FC Zwolle                                                                           | Opstelling FC Zwolle: |
| 5 oktober 1991 Aanvangstijd: --:-- uur Plaats: 's-Hertogenbosch Stadion De Vliert Toeschouwers: 2.300 Scheidsrechter: Ben Bettinger     | Bud Brocken 26' Geert Brusselers 28' René Nijhuis 48' Dirk-Jan Derksen 89'                               |               | 36' Martin Reijnders 50' Edwin Duim                                                 |                       |
| 13e speelronde | N.E.C.                                                                                                   | 2 – 0 (1 – 0) | FC Zwolle                                                                           | Opstelling FC Zwolle: |
| 19 oktober 1991 Aanvangstijd: --:-- uur Plaats: Nijmegen Goffertstadion Toeschouwers: 1.400 Scheidsrechter: Wout Schaap                 | Kees van Wonderen 38' Kees van Wonderen 78'                                                              |               |                                                                                     |                       |
| 14e speelronde | FC Zwolle                                                                                                | 2 – 2 (1 – 1) | RBC                                                                                 | Opstelling FC Zwolle: |
| 25 oktober 1991 Aanvangstijd: --:-- uur Plaats: Zwolle Oosterenkstadion Toeschouwers: 1.750 Scheidsrechter: Frans Meyer                 | Gérard van der Nooij 40' Martin Reijnders 49'                                                            |               | 34' Ronald van Oeveren 53' John Mutsaers                                            |                       |
| 15e speelronde | Emmen | 0 – 2 (0 – 1) | FC Zwolle                                                                           | Opstelling FC Zwolle: |
| 2 november 1991 Aanvangstijd: --:-- uur Plaats: Emmen Stadion Meerdijk Toeschouwers: 1.820 Scheidsrechter: Ronald Kloeg                 | |               | 33' Gérard van der Nooij 85' Gérard van der Nooij                                   |                       |
| 16e speelronde | FC Zwolle                                                                                                | 1 – 3 (0 – 2) | FC Wageningen                                                                       | Opstelling FC Zwolle: |
| 5 november 1991 Aanvangstijd: --:-- uur Plaats: Zwolle Oosterenkstadion Toeschouwers: 3.400 Scheidsrechter: Cees van der Neut           | Gérard van der Nooij 77'                                                                                 |               | 1' Reza Uitman 44' Reza Uitman 86' René van Gameren                                 |                       |
| 17e speelronde | VCV Zeeland                                                                                              | 1 – 0 (0 – 0) | FC Zwolle                                                                           | Opstelling FC Zwolle: |
| 13 november 1991 Aanvangstijd: --:-- uur Plaats: Vlissingen Sportpark Irislaan Toeschouwers: 650 Scheidsrechter: Hennie de Graaf        | Paul Schipper 81'                                                                                        |               |                                                                                     |                       |
| 18e speelronde | FC Zwolle                                                                                                | 2 – 2 (0 – 1) | Cambuur Leeuwarden                                                                  | Opstelling FC Zwolle: |
| 20 november 1991 Aanvangstijd: --:-- uur Plaats: Zwolle Oosterenkstadion Toeschouwers: 1.850 Scheidsrechter: Ben Bettinger              | Edwin Duim 58' Edwin Duim (pen) 78'                                                                      |               | 5' Ulrich Cruden 90' Fred Grim                                                      |                       |
| 19e speelronde | Telstar                                                                                                  | 4 – 0 (2 – 0) | FC Zwolle                                                                           | Opstelling FC Zwolle: |
| 23 november 1991 Aanvangstijd: --:-- uur Plaats: Velsen-Zuid Sportpark Schoonenberg Toeschouwers: 4.000 Scheidsrechter: Herman van Dijk | Erik Regtop 9' Erik Regtop 38' Ronald Hoop 83' Richard Plug 85'                                          |               |                                                                                     |                       |
| 20e speelronde | FC Zwolle                                                                                                | 2 – 0 (1 – 0) | Excelsior                                                                           | Opstelling FC Zwolle: |
| 29 november 1991 Aanvangstijd: --:-- uur Plaats: Zwolle Oosterenkstadion Toeschouwers: 1.250 Scheidsrechter: Martin van den Herik       | Jan van Raalte 4' Henk Buimer 58'                                                                        |               |                                                                                     |                       |
| 21e speelronde | Go Ahead Eagles                                                                                          | 3 – 1 (3 – 1) | FC Zwolle                                                                           | Opstelling FC Zwolle: |
| 7 december 1991 Aanvangstijd: --:-- uur Plaats: Deventer De Adelaarshorst Toeschouwers: 3.950 Scheidsrechter: Hugo Luijten              | Jeroen Boere 11' Marco Heering 27' Jeroen Boere 44'                                                      | IJsselderby   | 5' Henk Buimer                                                                      |                       |
| 22e speelronde | FC Zwolle                                                                                                | 0 – 0         | Eindhoven                                                                           | Opstelling FC Zwolle: |
| 13 december 1991 Aanvangstijd: --:-- uur Plaats: Zwolle Oosterenkstadion Toeschouwers: 1.650 Scheidsrechter: Jan Willem van Veluwen     | |               |                                                                                     |                       |
| 23e speelronde | TOP | 3 – 1 (1 – 0) | FC Zwolle                                                                           | Opstelling FC Zwolle: |
| 21 december 1991 Aanvangstijd: --:-- uur Plaats: Oss Sportpark TOP Oss Toeschouwers: 975 Scheidsrechter: Herman van Dijk                | Thijs Waterink 40' Peter Wubben 49' Peter Wubben 88'                                                     |               | 75' Martin Reijnders                                                                |                       |
| 24e speelronde | FC Zwolle                                                                                                | 1 – 1 (0 – 1) | Helmond Sport                                                                       | Opstelling FC Zwolle: |
| 10 januari 1992 Aanvangstijd: --:-- uur Plaats: Zwolle Oosterenkstadion Toeschouwers: 1.200 Scheidsrechter: Piet Klootwijk              | Eelke van der Heide 52'                                                                                  |               | 21' Frank Weijers                                                                   |                       |
| 25e speelronde | BV Veendam                                                                                               | 1 – 1 (1 – 1) | FC Zwolle                                                                           | Opstelling FC Zwolle: |
| 18 januari 1992 Aanvangstijd: --:-- uur Plaats: Veendam De Langeleegte Toeschouwers: 1.800 Scheidsrechter: Ronald Kloeg                 | Rick Slor 17'                                                                                            |               | 33' Eelke van der Heide                                                             |                       |
| 26e speelronde | FC Zwolle                                                                                                | 1 – 3 (0 – 1) | sc Heerenveen                                                                       | Opstelling FC Zwolle: |
| 24 januari 1992 Aanvangstijd: --:-- uur Plaats: Zwolle Oosterenkstadion Toeschouwers: 3.000 Scheidsrechter: Rien van Haaften            | Edwin Timmerman 76'                                                                                      |               | 3' Ioan Andonie 54' Marco Roelofsen 76' Marco Roelofsen                             |                       |
| 27e speelronde | SC Heracles '74                                                                                          | 5 – 0 (3 – 0) | FC Zwolle                                                                           | Opstelling FC Zwolle: |
| 1 februari 1992 Aanvangstijd: --:-- uur Plaats: Almelo Bornsestraat Toeschouwers: 900 Scheidsrechter: Henk Nienhuis                     | Jan van Raalte (e.d.) 3' Folkert Velten 8' Richard de Vries 9' Richard de Vries 49' Richard de Vries 83' |               |                                                                                     |                       |
| 28e speelronde | Excelsior                                                                                                | 2 – 1 (1 – 0) | FC Zwolle                                                                           | Opstelling FC Zwolle: |
| 9 februari 1992 Aanvangstijd: --:-- uur Plaats: Rotterdam Stadion Woudestein Toeschouwers: 400 Scheidsrechter: Ben Bettinger            | Erik Tammer 35' Erik Tammer 52'                                                                          |               | 87' Edwin Duim                                                                      |                       |
| 29e speelronde | FC Zwolle                                                                                                | 1 – 3 (0 – 2) | NAC                                                                                 | Opstelling FC Zwolle: |
| 14 februari 1992 Aanvangstijd: --:-- uur Plaats: Zwolle Oosterenkstadion Toeschouwers: 1.500 Scheidsrechter: Fred Sterk                 | Edwin Timmerman 57'                                                                                      |               | 2' Ton Lokhoff 9' Pierre van Hooijdonk 52' Ton Lokhoff                              |                       |
| 30e speelronde | FC Zwolle                                                                                                | 1 – 5 (1 – 1) | FC Haarlem                                                                          | Opstelling FC Zwolle: |
| 21 februari 1992 Aanvangstijd: --:-- uur Plaats: Zwolle Oosterenkstadion Toeschouwers: 1.200 Scheidsrechter: Hennie Merks               | Jan Michels 45'                                                                                          |               | 24' Romeo Pocorni 50' Piet Keur 66' Piet Keur 68' Barry van Galen 84' Romeo Pocorni |                       |
| 31e speelronde | AZ | 0 – 0         | FC Zwolle                                                                           | Opstelling FC Zwolle: |
| 7 maart 1992 Aanvangstijd: --:-- uur Plaats: Alkmaar Alkmaarderhout Toeschouwers: 2.434 Scheidsrechter: Wout Schaap                     | |               |                                                                                     |                       |
| 32e speelronde | FC Zwolle                                                                                                | 0 – 0         | BVV Den Bosch                                                                       | Opstelling FC Zwolle: |
| 20 maart 1992 Aanvangstijd: --:-- uur Plaats: Zwolle Oosterenkstadion Toeschouwers: 1.175 Scheidsrechter: Jan Wegereef                  | |               |                                                                                     |                       |
| 33e speelronde | FC Wageningen                                                                                            | 0 – 1 (0 – 1) | FC Zwolle                                                                           | Opstelling FC Zwolle: |
| 28 maart 1992 Aanvangstijd: --:-- uur Plaats: Wageningen Stadion de Wageningse Berg Toeschouwers: 1.200 Scheidsrechter: Rob Brekelmans  | |               | 33' Edwin Timmerman                                                                 |                       |
| 34e speelronde | FC Zwolle                                                                                                | 2 – 0 (1 – 0) | N.E.C.                                                                              | Opstelling FC Zwolle: |
| 3 april 1992 Aanvangstijd: --:-- uur Plaats: Zwolle Oosterenkstadion Toeschouwers: 1.173 Scheidsrechter: Rob Wassink                    | Henry van der Vegt 24' Gérard van der Nooij 84'                                                          |               |                                                                                     |                       |
| 35e speelronde | RBC | 1 – 1 (0 – 0) | FC Zwolle                                                                           | Opstelling FC Zwolle: |
| 11 april 1992 Aanvangstijd: --:-- uur Plaats: Roosendaal Sportpark De Luiten Toeschouwers: 2.250n.n.b. Scheidsrechter: Ab Schuurmans    | Frank van Straalen 85'                                                                                   |               | 73' Gérard van der Nooij                                                            |                       |
| 36e speelronde | FC Zwolle                                                                                                | 2 – 2 (1 – 1) | Emmen                                                                               | Opstelling FC Zwolle: |
| 17 april 1992 Aanvangstijd: --:-- uur Plaats: Zwolle Oosterenkstadion Toeschouwers: 1.350 Scheidsrechter: John Janssen                  | Edwin Timmerman 22' Bert Konterman (pen) 55'                                                             |               | 29' Michel van Oostrum 49' Jan de Jonge                                             |                       |
| 37e speelronde | FC Zwolle                                                                                                | 2 – 1 (1 – 1) | VCV Zeeland                                                                         | Opstelling FC Zwolle: |
| 20 april 1992 Aanvangstijd: --:-- uur Plaats: Zwolle Oosterenkstadion Toeschouwers: 1.120 Scheidsrechter: Herman Schlimbach             | Huub Stokmans (e.d.) 16' Gérard van der Nooij 83'                                                        |               | 35' Daan Eikenhout                                                                  |                       |
| 38e speelronde | Cambuur Leeuwarden                                                                                       | 2 – 0 (1 – 0) | FC Zwolle                                                                           | Opstelling FC Zwolle: |
| 25 april 1992 Aanvangstijd: --:-- uur Plaats: Leeuwarden Cambuurstadion Toeschouwers: 7.950 Scheidsrechter: Frans Meyer                 | Jack de Gier 37' Johan Abma 72'                                                                          |               |                                                                                     |                       |

### KNVB beker
| 2e ronde                                                                                             | FC Zwolle | 0 – 2 (0 – 0) | VV Rheden                          | Opstelling FC Zwolle:                                              |
| 12 oktober 1991 Plaats: Zwolle Oosterenkstadion Toeschouwers: 1.600 Scheidsrechter: Rien van Haaften |           |               | 80' Paul Bremer 90' Erik Speelziek | Van der Nooij, Koggel, Hansma Van Raalte (85'), Van der Vegt (89') |

## Selectie en technische staf

### Selectie 1991/92
| Nr.           | Nat.               | Naam                 | Competitie | Competitie | Beker      | Beker      | Totaal     | Totaal     | Seizoen    | Vorige club            | Debuut        |            |            |            |
| Nr.           | Nat.               | Naam                 | W          |            | W          |            | W          |            | Seizoen    | Vorige club            | Debuut        |            |            |            |
| Doelmannen    | Doelmannen         | Doelmannen           | Doelmannen | Doelmannen | Doelmannen | Doelmannen | Doelmannen | Doelmannen | Doelmannen | Doelmannen             | Doelmannen    | Doelmannen | Doelmannen | Doelmannen |
| ------------- | ------------------ | -------------------- | ---------- | ---------- | ---------- | ---------- | ---------- | ---------- | ---------- | ---------------------- | ------------- | ---------- | ---------- | ---------- |
| -             | Vlag van Nederland | Jeroen Gerritsen     | 21         | 0          | 0          | 0          | 21         | 0          | 1e         | Jeugd                  | -             |            |            |            |
| -             | Vlag van Nederland | René Grotenhuis      | 2          | 0          | 0          | 0          | 2          | 0          | 5e         | Jeugd                  | -             |            |            |            |
| -             | Vlag van Nederland | Henk Timmer          | 16         | 0          | 0          | 0          | 16         | 0          | 3e         | Jeugd                  | -             |            |            |            |
| Verdedigers   |                    |                      |            |            |            |            |            |            |            |                        |               |            |            |            |
| -             | Vlag van Nederland | Johan Hansma         | 28         | 1          | 0          | 0          | 28         | 1          | 4e         | Jeugd                  | -             |            |            |            |
| -             | Vlag van Nederland | René Klein Horsman   | 12         | 0          | 0          | 0          | 12         | 0          | 1e         | Jeugd                  | -             |            |            |            |
| -             | Vlag van Nederland | Wibo Koggel          | 27         | 0          | 0          | 0          | 27         | 0          | 1e         | Jeugd                  | -             |            |            |            |
| -             | Vlag van Nederland | Bert Konterman       | 36         | 1          | 0          | 0          | 36         | 1          | 3e         | Jeugd                  | -             |            |            |            |
| -             | Vlag van Nederland | Marcel Valk          | 4          | 0          | 0          | 0          | 4          | 0          | 1e         | Onbekend               | -             |            |            |            |
| Middenvelders |                    |                      |            |            |            |            |            |            |            |                        |               |            |            |            |
| -             | Vlag van Nederland | Alex Booy            | 13         | 0          | 0          | 0          | 13         | 0          | 10e        | SC Heracles '74        | -             |            |            |            |
| -             | Vlag van Nederland | Erik Doornbos        | 12         | 0          | 0          | 0          | 12         | 0          | 1e         | Jeugd                  | -             |            |            |            |
| -             | Vlag van Nederland | Edwin Duim           | 27         | 7          | 0          | 0          | 27         | 7          | 8e         | Jeugd                  | 30 maart 1985 |            |            |            |
| -             | Vlag van Nederland | Jan van Dommelen     | 5          | 0          | 0          | 0          | 5          | 0          | 1e         | Jeugd                  | -             |            |            |            |
| -             | Vlag van Nederland | Eelke van der Heide  | 18         | 2          | 0          | 0          | 18         | 2          | 1e         | Jeugd                  | -             |            |            |            |
| -             | Vlag van Nederland | Ben Kouwen           | 5          | 0          | 0          | 0          | 5          | 0          | 1e         | Jeugd                  | -             |            |            |            |
| -             | Vlag van Nederland | Jan Michels          | 32         | 2          | 0          | 0          | 32         | 2          | 2e         | Jeugd                  | -             |            |            |            |
| -             | Vlag van Nederland | Robert Nieuwenhuis   | 7          | 0          | 0          | 0          | 7          | 0          | 1e         | Jeugd                  | -             |            |            |            |
| -             | Vlag van Nederland | Sander Roege         | 5          | 0          | 0          | 0          | 5          | 0          | 1e         | Jeugd                  | -             |            |            |            |
| -             | Vlag van Nederland | Jan van Raalte       | 34         | 3          | 0          | 0          | 34         | 3          | 3e         | Jeugd                  | -             |            |            |            |
| -             | Vlag van Nederland | Edwin Timmerman      | 20         | 7          | 0          | 0          | 20         | 7          | 2e         | Jeugd                  | -             |            |            |            |
| -             | Vlag van Nederland | Henry van der Vegt   | 33         | 1          | 0          | 0          | 33         | 1          | 1e         | Jeugd                  | -             |            |            |            |
| Aanvallers    |                    |                      |            |            |            |            |            |            |            |                        |               |            |            |            |
| -             | Vlag van Nederland | Henk Buimer          | 12         | 2          | 0          | 0          | 12         | 2          | 1e         | Flevo Boys (ama)       | -             |            |            |            |
| -             | Vlag van Nederland | Gérard van der Nooij | 31         | 10         | 0          | 0          | 31         | 10         | 1e         | IJsselmeervogels (ama) | -             |            |            |            |
| -             | Vlag van Nederland | Martin Reijnders     | 30         | 7          | 0          | 0          | 30         | 7          | 3e         | Jeugd                  | -             |            |            |            |
| Nr.           | Nat.               | Naam                 | W          |            | W          |            | W          |            | Seizoen    | Vorige club            | Debuut        |            |            |            |
| Nr.           | Nat.               | Naam                 | Competitie | Competitie | Beker      | Beker      | Totaal     | Totaal     | Seizoen    | Vorige club            | Debuut        |            |            |            |

### Technische staf
| Naam         | Functie      |
| ------------ | ------------ |
| Theo de Jong | Hoofdtrainer |

## Statistieken FC Zwolle 1991/1992

### Eindstand FC Zwolle in de Nederlandse Eerste divisie 1991 / 1992
| Stand | Gespeeld | Gewonnen | Gelijk | Verloren | Punten | Doelpunten voor | Doelpunten tegen | Gele kaarten | Rode kaarten |
| ----- | -------- | -------- | ------ | -------- | ------ | --------------- | ---------------- | ------------ | ------------ |
| 17e   | 38       | 9        | 13     | 16       | 31     | 44              | 64               | –            | –            |

### Topscorers
| #              | Naam                        | Goal |
| -------------- | --------------------------- | ---- |
| 1.             | Gérard van der Nooij        | 10   |
| 2.             | Edwin Duim                  | 7    |
| 2.             | Martin Reijnders            | 7    |
| 2.             | Edwin Timmerman             | 7    |
| 5.             | Jan van Raalte              | 3    |
| 7.             | Henk Buimer                 | 2    |
| 7.             | Eelke van der Heide         | 2    |
| 7.             | Jan Michels                 | 2    |
| 10.            | Johan Hansma                | 1    |
| 10.            | Bert Konterman              | 1    |
| 10.            | Henry van der Vegt          | 1    |
| Eigen doelpunt |                             |      |
| –              | Huub Stokmans (VCV Zeeland) | 1    |
| Totaal         | Totaal                      | 44   |

| #      | Naam        | Goal |
| ------ | ----------- | ---- |
| 1.     | Geen speler | 0    |
| Totaal | Totaal      | 0    |

### Kaarten
| #      | Naam        |   |
| ------ | ----------- | - |
| 1.     | Naam speler | - |
| Totaal | Totaal      | - |

| #      | Naam        |   |
| ------ | ----------- | - |
| 1.     | Naam speler | - |
| Totaal | Totaal      | - |

| #      | Naam        |   |
| ------ | ----------- | - |
| 1.     | Naam speler | - |
| Totaal | Totaal      | - |

### Punten per speelronde
| Speelronde | 1 | 2 | 3 | 4 | 5 | 6 | 7 | 8 | 9 | 10 | 11 | 12 | 13 | 14 | 15 | 16 | 17 | 18 | 19 | 20 | 21 | 22 | 23 | 24 | 25 | 26 | 27 | 28 | 29 | 30 | 31 | 32 | 33 | 34 | 35 | 36 | 37 | 38 |
| ---------- | - | - | - | - | - | - | - | - | - | -- | -- | -- | -- | -- | -- | -- | -- | -- | -- | -- | -- | -- | -- | -- | -- | -- | -- | -- | -- | -- | -- | -- | -- | -- | -- | -- | -- | -- |
| Punten     | 2 | 0 | 0 | 2 | 0 | 1 | 2 | 1 | 1 | 2  | 1  | 0  | 0  | 1  | 2  | 2  | 0  | 0  | 1  | 0  | 0  | 1  | 0  | 1  | 1  | 0  | 0  | 0  | 0  | 0  | 1  | 1  | 2  | 2  | 1  | 1  | 2  | 0  |

### Punten na speelronde
| Speelronde | 1 | 2 | 3 | 4 | 5 | 6 | 7 | 8 | 9 | 10 | 11 | 12 | 13 | 14 | 15 | 16 | 17 | 18 | 19 | 20 | 21 | 22 | 23 | 24 | 25 | 26 | 27 | 28 | 29 | 30 | 31 | 32 | 33 | 34 | 35 | 36 | 37 | 38 |
| ---------- | - | - | - | - | - | - | - | - | - | -- | -- | -- | -- | -- | -- | -- | -- | -- | -- | -- | -- | -- | -- | -- | -- | -- | -- | -- | -- | -- | -- | -- | -- | -- | -- | -- | -- | -- |
| Punten     | 2 | 2 | 2 | 4 | 4 | 5 | 7 | 8 | 9 | 11 | 12 | 12 | 12 | 13 | 15 | 17 | 17 | 17 | 18 | 18 | 18 | 19 | 19 | 20 | 21 | 21 | 21 | 21 | 21 | 21 | 22 | 23 | 25 | 27 | 28 | 29 | 31 | 31 |

### Stand na speelronde
| Speelronde | 1  | 2   | 3   | 4  | 5   | 6   | 7  | 8   | 9   | 10 | 11 | 12  | 13  | 14  | 15  | 16 | 17  | 18  | 19  | 20  | 21  | 22  | 23  | 24  | 25  | 26  | 27  | 28  | 29  | 30  | 31  | 32  | 33  | 34  | 35  | 36  | 37  | 38  |
| ---------- | -- | --- | --- | -- | --- | --- | -- | --- | --- | -- | -- | --- | --- | --- | --- | -- | --- | --- | --- | --- | --- | --- | --- | --- | --- | --- | --- | --- | --- | --- | --- | --- | --- | --- | --- | --- | --- | --- |
| Stand      | 1e | 12e | 13e | 8e | 10e | 11e | 9e | 11e | 10e | 9e | 8e | 11e | 12e | 12e | 12e | 9e | 10e | 13e | 12e | 14e | 15e | 15e | 15e | 15e | 15e | 15e | 16e | 18e | 18e | 18e | 18e | 18e | 18e | 16e | 18e | 18e | 17e | 17e |

### Doelpunten per speelronde
| Speelronde | 1 | 2 | 3 | 4 | 5 | 6 | 7 | 8 | 9 | 10 | 11 | 12 | 13 | 14 | 15 | 16 | 17 | 18 | 19 | 20 | 21 | 22 | 23 | 24 | 25 | 26 | 27 | 28 | 29 | 30 | 31 | 32 | 33 | 34 | 35 | 36 | 37 | 38 | Totaal |
| ---------- | - | - | - | - | - | - | - | - | - | -- | -- | -- | -- | -- | -- | -- | -- | -- | -- | -- | -- | -- | -- | -- | -- | -- | -- | -- | -- | -- | -- | -- | -- | -- | -- | -- | -- | -- | ------ |
| Doelpunten | 2 | 1 | 1 | 3 | 1 | 2 | 2 | 1 | 2 | 2  | 0  | 2  | 0  | 2  | 2  | 2  | 1  | 0  | 2  | 0  | 1  | 0  | 1  | 1  | 1  | 1  | 0  | 1  | 1  | 1  | 0  | 0  | 1  | 2  | 1  | 2  | 2  | 0  | 44     |